# 後藤家信
後藤家信（日语：／ Gotō Ienobu，1563年6月25日—1622年5月12日）是日本戰國時代至江戶時代初期的武將。肥前後藤氏第20代當主（武雄領領主）。父親是龍造寺隆信。

## 生平
在永祿6年（1563年）出生，家中三男。天正5年（1577年），後藤貴明的兒子晴明（後來的龍造寺家均）送到龍造寺氏成為養子，此時與貴明的女兒槌市結婚，自身則成為貴明的養子。本來後藤氏與龍造寺氏在以前就不斷和議和敵對的關係，不過因為隆信勢力擴大，因此後藤家被迫迎家信為養子（直至明治維新為止，仍然延續龍造寺的血脈）。
天正7年（1579年），在隆信進攻筑後、肥後時，率軍包圍並攻陷三池的古賀城，並與相良、米良、宇土、麻生等肥後眾戰鬥，獲得8百個首級。天正8年（1580年），跟隨兄長龍造寺政家支持進攻柳川的蒲池鎮漣。天正9年（1581年），與政家、江上家種一同攻入肥後國，令隈府城城主赤星統家降伏，御船城城主甲斐親直、隈本城城主城親賢等人送出向龍造寺隆信臣服的起請文，以此保留領地。天正10年（1582年），田尻鑑種背叛隆信，於是與鍋島直茂一同以副將身份跟隨政家進攻鑑種。
同年10月，向耶穌會長崎副管區長加斯帕尔·科埃略送出使者，以寄進領地和自身入教為條件，與耶穌會締結交誼，不過因為父親隆信反對而放棄。（《日本史》，路易斯·弗罗伊斯著）
天正12年（1584年），父親隆信在沖田畷之戰中被島津氏、有馬氏連合軍擊敗並殺死，自身亦有出陣並敗走，之後離開武雄的後藤山城（塚崎城），把居城移至要地住吉城（現今武雄市山內町）。
在隆信死後，再度向科埃略提出加入基督教，不過因為父親隆信和龍造寺家臣戰死，以及兄弟的不佳對待，於是發狂並不能作出正常判斷，於是被送入牢中並監視著。（《日本史》，路易斯·弗罗伊斯著）
天正15年（1587年），在豐臣秀吉發動島津征伐時參戰，攻入至肥後國湯浦。天正18年（1590年），在龍造寺政家隱居之際，秀吉發出知行目錄，杵島郡內長島方約3千3百石、杵島郡塚崎庄約9千3百石、下松浦郡內有田約3千6百石、小城郡內東鄉約3百石等，得到合計約1萬9千7百石知行。
此後，參加秀吉向朝鮮出兵（文祿慶長之役）。在天正20年／文祿元年（1592年）的文祿之役中，跟隨加藤清正守備德原城，捕獲朝鮮的王子（臨海君、順和君），並攻至兀良哈（中國東北部），在文祿3年（1594年）正月歸國。在慶長之役中，於慶長2年（1597年）再度渡海，翌年（1598年）正月，救出死守蔚山城的清正而立下功績，受清正贈予大刀1把和大砲30挺。之後得病而歸國，嫡子茂綱以代理人身份向朝鮮出陣。
慶長6年（1601年），佐賀藩鍋島氏、龍造寺4家（諫早、武雄、多久、須古）被要求向江戶送出人質，引入被稱為「江戶証人」的制度，翌年（1602年），把三男茂延送到江戶。在元和8年（1622年）死去。享年58歲。